# Ващенко-Демпель Тетяна Гаврилівна
Тетяна Гаврилівна Ващенко-Демпель (нар. 12 січня 1908, Ялта — пом. 7 лютого 1986, Київ) — українська балерина лірико-романтичного плану, акторка музичної комедії, хореографка. Відома виступами в Одеському театрі опери та балету та Київському театрі оперети. Заслужена артистка УРСР (1950).

## Життя і творчість
Тетяна Демпель народилась 12 січня 1908 у Ялті.
У 1927 під час навчання в Московському хореографічному технікумі (педагог A. M. Meccepep) познайомилась з Павлом Вірським, який на той час під керівництвом досвідчених майстрів класичного танцю цього технікуму удосконалював свою майстерність. Згодом, переїхавши у 1928 році в Україну, талановита танцюристка стала постійною партнеркою українського танцюриста і хореографа.
1928–1933 — артистка Одеського театру опери та балету.
1933–1934 — артистка Харківського театру опери і балету ім. М. В. Лисенка
1934–1941 — артистка Київського театру опери та балету ім. Т. Г. Шевченка
1941–1962 — артистка Київського театру оперети. З 1962 — педагогиня студії при цьому театрі.
Померла 7 лютого 1986 у Києві.

## Партії
- Раймонда («Раймонда» Глазунова)
- Одетта-Оділія, Аврора («Лебедине озеро» Чайковського)
- Есмеральда («Есмеральда» Пуні)
- Карманьйола («Карманьйола» Фемеліді)
- Сільвестра («Міщанин з Тоскани» Нахабіна)
- Хасинта («Лауренсія» Крейна)
- Індора («Ференджі» Яновського)
- Кітрі («Дон Кіхот» Мінкуса)
- Тао Хоа («Червоний мак» Глієра)
- Медора («Корсар» Адана)